# Артистично-літературні новини
«Артистично-літературні новини» — серія видань художніх творів, здійснена Василем Щуратом (1893—1900).
З'явилося чотири книжки:
- «Мої листи» В. Щурата (1898),
- «Новели» Е. По в перекладі І. Петрушевича (1899),
- «Мелійська Венера» П. Ліндау у перекладі В. Щурата (1900),
- «Образки з Криниці» В. Щурата під криптонімом В. К. (1900).